# Kopiniec (góra)
Kopiniec (706 m n.p.m.) (cze. Kropiwiec, niem. Stein Hűgel, Steinhűgel lub Brods Berg) – góra graniczna w południowo-zachodniej Polsce i północnych Czechach, w Sudetach Środkowych, w Górach Kamiennych.
Wzniesienie położone jest na polsko-czeskiej granicy państwowej, w Sudetach Środkowych, w Górach Kamiennych, w środkowej części pasma Gór Suchych (Javoří hory), na południe od miejscowości Głuszyca, pomiędzy Bukową Górą a Przełęczą pod Czarnochem. Na południe od szczytu odchodzi ku południowemu zachodowi niezbyt wyraźny grzbiecik, zakończony wyraźnie sterczącym nad miejscowością Heřmánkovice szczytem Velbloudí vrch.
Jest to wzniesienie zbudowane z permskich skał wylewnych - porfirów kwarcowych (trachitów) i tufów porfirowych (ryolitowych), należących do północnego skrzydła niecki śródsudeckiej.
Wzniesienie w całości porośnięte lasem świerkowym regla dolnego. Przez szczyt przechodzi granica państwowa z Czechami. Czeska, południowo-zachodnia część wzniesienia znajduje się w Obszarze Chronionego Krajobrazu Broumovsko.

## Turystyka
Przez szczyt przechodzi szlak turystyczny:
- zielony – szlak graniczny prowadzący wzdłuż granicy z Tłumaczowa do Przełęczy Okraj,

a poniżej wierzchołka, po czeskiej stronie:
- niebieski – szlak prowadzący z Meziměstí do Broumova przez Ruprechticki Szpiczak.